# Суверето
Суверето (итал. Suvereto) — коммуна в Италии, располагается в регионе Тоскана, в провинции Ливорно.
Население составляет 3007 человек (2008 г.), плотность населения составляет 33 чел./км². Занимает площадь 92 км². Почтовый индекс — 57028. Телефонный код — 0565.
В коммуне особо почитаем святой Крест Господень, празднование 3 мая.

## Демография
Динамика населения:

## Администрация коммуны
- Официальный сайт: http://www.comune.suvereto.li.it